# 向承訓
向承訓（1768年—？），和名伊江親方朝安，琉球國第二尚氏王朝政治家、三司官。
向承訓向氏伊江殿內的第四代家督，他是向天迪（伊江親方朝睦）的嫡子。嘉慶七年（1802年），其父辭去家督之位後，由他繼任家督。嘉慶十七年（1812年），以年頭慶賀使的身份出使薩摩藩。六月五日（7月13日）到達薩摩藩，翌年十月十四日（1813年11月6日）回國。
嘉慶二十年乙亥十月十六日（1815年11月16日），向承訓被任命為三司官，時年四十八歲。嘉慶二十五年庚辰七月二十五日（1820年9月2日），尚灝王賜給他紫地浮織冠。道光六年十一月八日（1826年12月6日）致仕。